# 魏伸
魏伸（？年—？年），明朝的宦官，明世宗朱厚熜时期的御马监右少监，明神宗朱翊钧时期的司礼监秉笔太监。

## 生平
明朝嘉靖年间的御马监右少监，曾负责筹建北京摩诃庵的铜钟，万历年间曾担任司礼监秉笔太监。
| 前任： 陈矩 (明朝宦官) | 东厂提督太监 1607年—1610年 | 繼任： 卢受 (明朝宦官) |